# Stefano Gherardini
Pour les articles homonymes, voir Gherardini.
Stefano Gherardini (né vers 1696 à Bologne, alors dans les États pontificaux et mort vers 1756 dans la même ville) est un peintre italien du XVIIIe siècle.

## Biographie
Stefano Gherardini a été un élève et un imitateur du peintre de l'école de Bologne Giuseppe Gambarini (1680-1725).
Il est décrit par Pietro Zani comme un peintre prolifique dans la peinture de caprices, de bambochades, de caricatures, de scènes de genre.

## Œuvre
- Série de quatre peintures représentant Les Saisons, huiles sur toile, 95 × 69 cm, Musée des Offices[1]